# Anama limpida
Anama limpida är en skalbaggsart som beskrevs av Martins 2005. Anama limpida ingår i släktet Anama och familjen långhorningar. Inga underarter finns listade i Catalogue of Life.